# Romonya
Romonya là một thị trấn thuộc hạt Baranya, Hungary. Thị trấn này có diện tích 7,07 km², dân số năm 2010 là 466 người, mật độ 66 người/km².